# Паспорт проведення та кріплення гірничої виробки
Паспорт проведення та кріплення гірничої виробки (рос. паспорт проведения и крепления горных выработок, англ. driving and support pattern, нім. Vortriebs- und Ausbauschema n, Grubenbauvorrichtungs- und Ausbauschema n (Ausbauregel f)) — проектний документ, що визначає для даної виробки в залежності від характеристики бокових порід спосіб проведення, конструкцію кріплення та спосіб його зведення, обсяг робіт та потребу в кріпильних матеріалах.
Паспорт розробляється відповідно до вимог інструкції Правил безпеки. Складається з графічного матеріалу та пояснювальної записки і затверджується керівництвом шахти (рудника). Ведення гірничих робіт без затвердженого паспорта або з його порушенням забороняється.